# Animal Feed Science and Technology
Animal Feed Science and Technology is een internationaal, aan collegiale toetsing onderworpen wetenschappelijk tijdschrift op het gebied van de veeteelt.
De naam wordt in literatuurverwijzingen meestal afgekort tot Anim. Feed Sci. Technol. Het verschijnt 4 keer per jaar.